# Merak
Mérak (tudi Merek) je desni pritok Adrijanskega potoka na Goričkem v Prekmurju. Izvira v gozdu nad vasjo Boreča in teče večinoma proti vzhodu skozi vasi Boreča, Ženavlje in Šulinci ter se pri Lucovi izliva v Adrijanski potok. Sprva teče po ozki naplavni ravnici, ki se dolvodno postopoma razširi. Na njej je v zgornjem toku še precej mokrotnih travnikov in logov, v srednjem in spodnjem toku prevladujejo travniki in njive. Struga potoka je v naravnem stanju in gosto obrasla z obvodnim rastjem, kar vse so ugodni habitati za vodne živali in vlagoljubne rastline.
Pri Ženavljah je tik ob potoku spomenik na mestu, kjer sta 18. avgusta 1934 s stratosferskim balonom zasilno pristala belgijska znanstvenika Max Cosyns in njegov asistent Nérée van der Elst.